# Zegarowe Skały

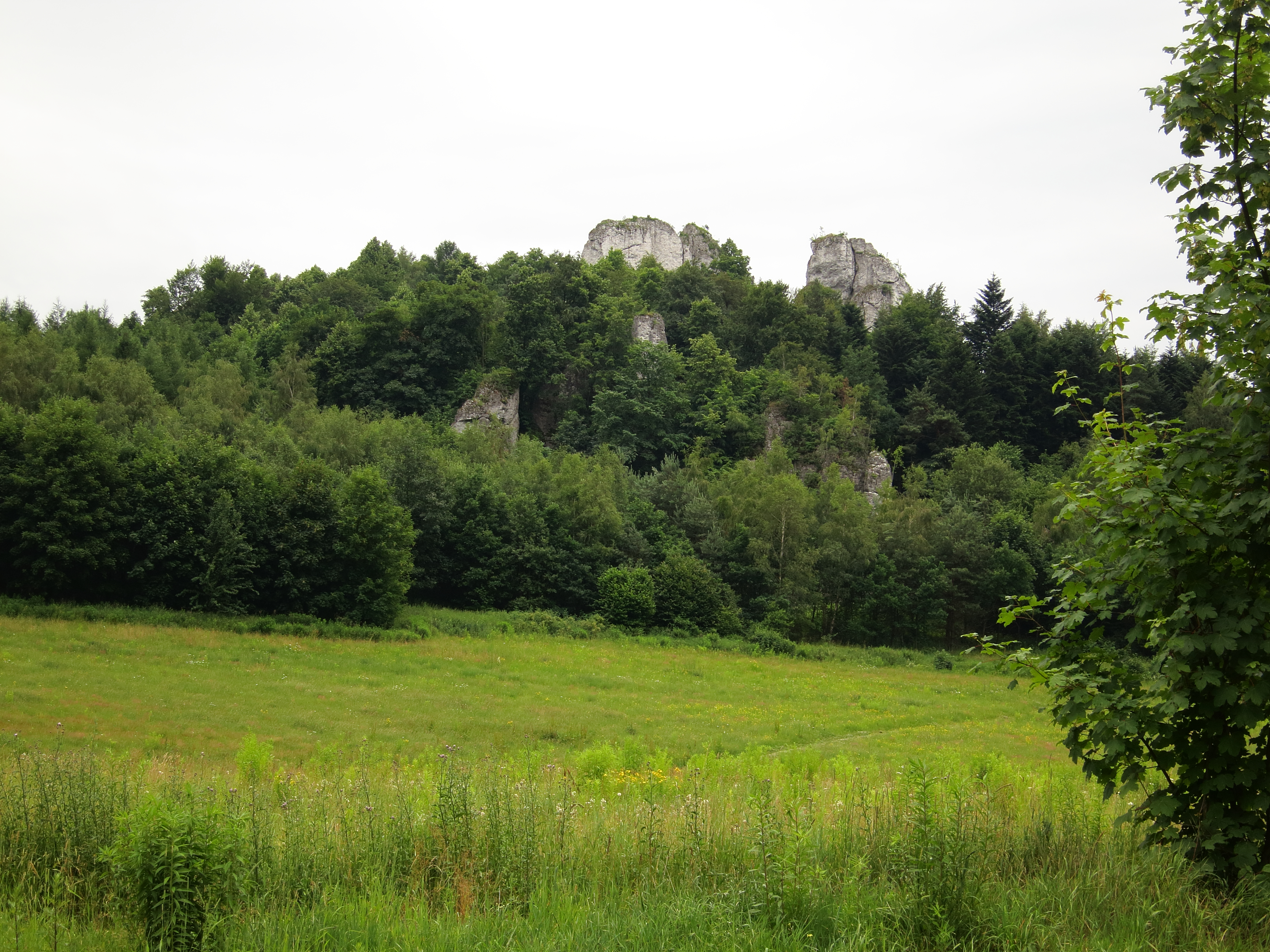
Widok z Doliny Wodącej

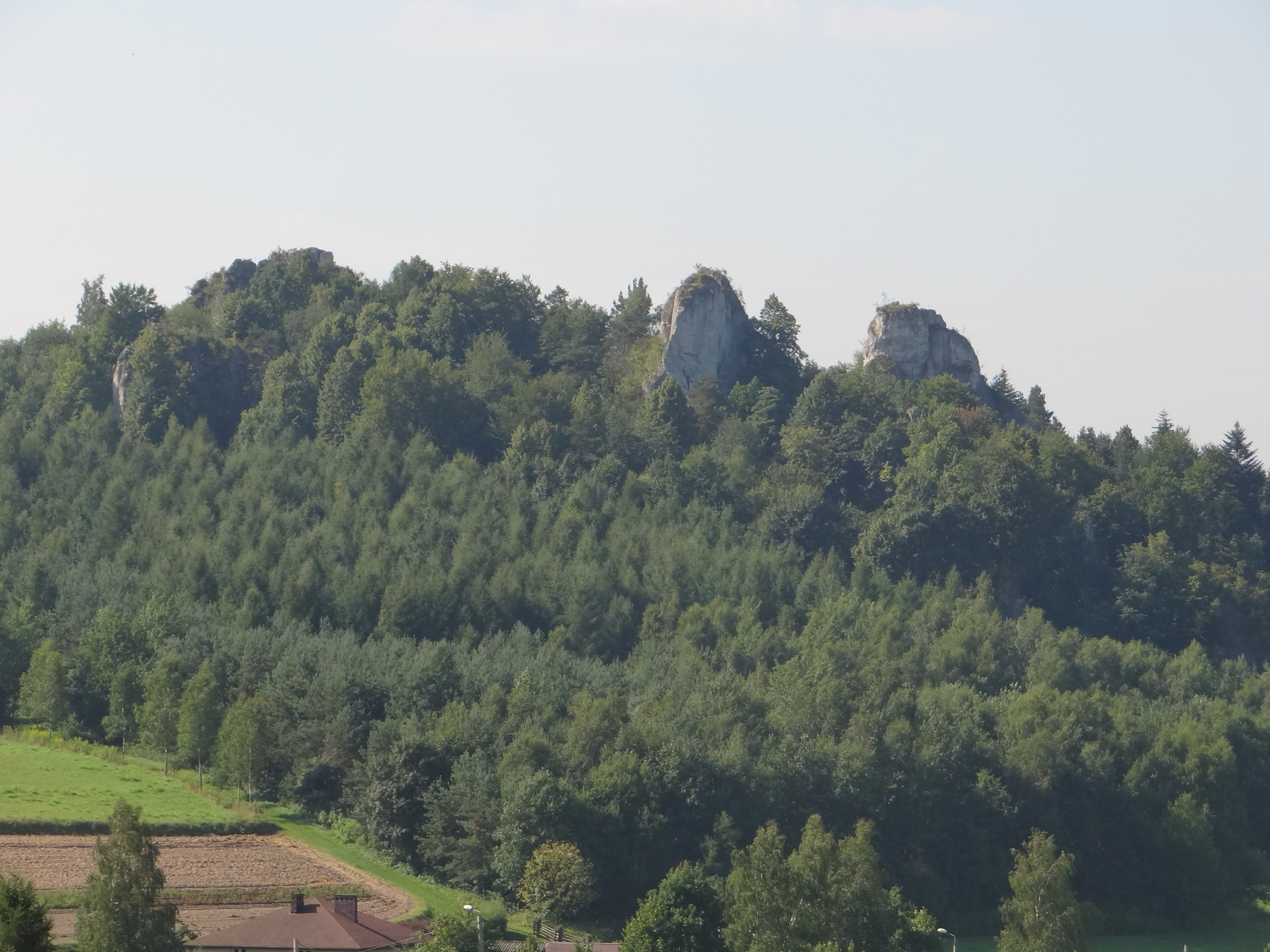
Widok z Doliny Wodącej

Zegarowe Skały – grupa skał wapiennych na Wyżynie Krakowsko-Częstochowskiej w Dolinie Wodącej, pomiędzy wsiami Smoleń i Złożeniec w gminie Pilica w województwie śląskim oraz wsią Strzegowa w województwie małopolskim. Znajdują się na szczycie wzniesienia i ich białe ściany są widoczne ponad koronami drzew. Są bardzo popularnym obiektem wspinaczki skalnej. Wspinacze wyróżniają sród nich skały: Dolne Skały, Żagiel i Kursowa, Zegarowa, Mała Zegarowa, Lalka, Wieloryb, Siekierezada i Szara Płyta. W obrębie wzgórza ze skałami Zegarowymi oprócz wymienionych powyżej i nazwanych skał znajdują się także inne, nienazwane skały. W skałach (zarówno tych nazwanych, jak i bezimiennych) są jaskinie i schroniska: Zegar, Jaskinia Jasna koło Smolenia, Schronisko Południowe, Schronisko w Cysternie, Schronisko za Majdanem, Schronisko w Zegarowych Skałach Pierwsze, Schronisko w Zegarowych Skałach Drugie, Dziura w Ścianie. Wzgórze porasta las. Zegarowe Skały znajdują się w ciągu wzgórz tworzących orograficznie lewe zbocza Doliny Wodącej. W kierunku od północy na południe są to wzgórza: Śmietnik, Pociejówka, Oparanica, Zegarowe Skały, Strzegowa Skała, Grodzisko Chłopskie i Grodzisko Pańskie.
Nazwa Skał ma pochodzić od zegara lub dzwonu, którego bicie słychać w wigilię Bożego Narodzenia oraz w Noc Świętojańską w jaskini w Zegarowych Skałach.
W namuliskach schronisk i jaskiń wzniesienia Skał Zegarowych prowadzono badania archeologiczne. Znaleziono narzędzia krzemienne i fragmenty kości zwierząt wskazujące, że były one wielokrotnie zasiedlane przez ludzi w okresie od późnego paleolitu do średniowiecza.

## Piesze szlaki turystyczne
Na terenie Zegarowych Skał krzyżują się następujące piesze szlaki turystyczne:
 Szlak Orlich Gniazd: Olkusz – ruiny zamku w Rabsztynie – Januszkowa Góra – Jaroszowiec Olkuski – Golczowice – Bydlin – Zegarowe Skały – ruiny zamku w Smoleniu – Pilica 

 Szlak Warowni Jurajskich: Wolbrom – Dłużec – Zegarowe Skały – Ryczów – Podzamcze – Ogrodzieniec

 Szlak Jaskiniowców – utworzony 2005 roku w obrębie Skał zielony szlak o długości dziesięciu kilometrów, łączący najciekawsze turystycznie miejsca grupy.